# Parenterognathus troglodytes
Parenterognathus troglodytes — вид щелепоногих ракоподібних ряду Cyclopoida. Зустрічається на півночі Тихого океану біля берегів Японії на глибині понад 700 м. Паразитує у морських ліліях виду Glyptometra crassa (Clark, 1912).